# The Sims 3 World Adventures
The Sims 3: World Adventures sau World Adventures este primul pachet de extindere al jocului The Sims 3. Apariția acestuia a fost anunțată pe site-ul oficial în august 2009, fiind lansat ulterior la 18 noiembrie 2009 în America de Nord și la 20 noiembrie 2009 în Europa.
Jocul se axează pe călătorii și aventuri, fiind asemănător cu alte două add-on-uri din seriile anterioare: The Sims: Vacation și The Sims 2: Bon Voyage. Simșii pot călători spre 3 noi destinații inspirate din realitate: Franța, China și Egipt. În aceste locuri personajele pot participa în diverse aventuri pentru a câștiga recompense sau pentru a găsi comori. The Sims 3: World Adventures introduce trei noi aptitudini pe care simșii le pot învăța. Toate acestea pot fi descoperite și dezvoltate pe parcursul călătoriilor dar și la întoarcerea acasă. Noile aptitudini sunt: artele marțiale, fotografia și fabricarea nectarului.

## Coloana sonoră
Coloana sonoră a jocului The Sims 3: World Adventures a fost compusă de către Steve Jablonsky, cel care a realizat și coloana pentru The Sims 3.
Lista artiștilor care au înregistrat melodii în Simlish pentru World Adventures:
- Audrye Sessions — „Turn Me Off”
- My Chemical Romance — „Na Na Na”
- Esmee Denters — „Outta Here”
- Fefe Dobson — „I Want You”
- Friday Night Boys — „Can't Take That Away”
- Nelly Furtado — „Manos al Aire”
- Stefanie Heinzmann — „No One (Can Ever Change My Mind)”
- Pixie Lott — „Mama Do"
- Madina Lake — „Lets Get Outta Here”
- Manchester Orchestra — „I've Got Friends”
- Matt and Kim— „Daylight”
- Katie Melua — „If the Lights Go Out”
- Metalkpretty — „Wake Up, Wake Up”
- Natalie Portman's Shaved Head — „Me + Yr Daughter”
- Hot Chelle Rae — „Say”
- LeAnn Rimes — „You've Ruined Me”
- Cassie Steele — „Summer Nights”
- Evan Taubenfeld — „Pumpkin Pie”
- Young Punx — „Juice and Sim”